# 서산시티투어버스

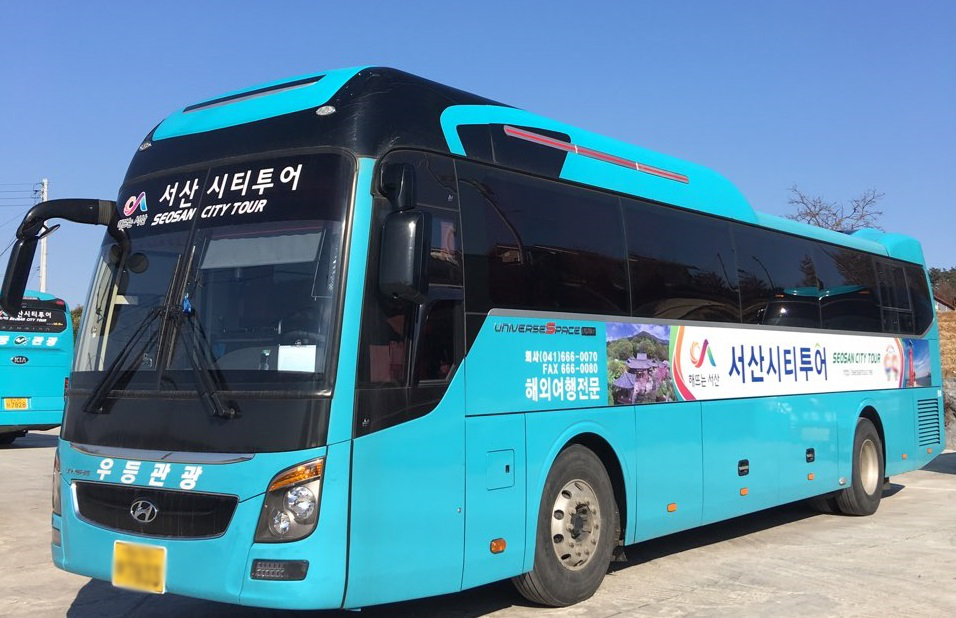
서산시티투어버스

서산 시티투어버스(Seosan City Tour Bus)는 서산시가 관광 활성화를 위해 2013년 도입한 관광 프로그램이다. 서산시청과 터미널에서 출발하는 일반 시티투어와 기차 관광객을 위해 홍성역에서 출발하는 기차 관광 연계 시티투어가 있다. 시티투어버스를 이용하기 위해서는 서산시의 관광 웹사이트에서 미리 예약하여야 한다.

## 운행코스
| 코스명           | 경유지                                                              | 소요시간 | 비고 |
| ---------------- | ------------------------------------------------------------------- | -------- | ---- |
| 역사체험코스     | 용현리 마애여래삼존상 - 보원사지 - 개심사 - 해미읍성 - 해미순교성지 |          |      |
| 가족체험코스     | 해미읍성 - 간월암 - 버드랜드 - 류방택천문기상과학관 - 동부시장      |          |      |
| 산업관광코스     | 동희오토 - 삼길포항 - 현대오일뱅크 - 류방택천문기상과학관           |          |      |
| 서해금빛열차코스 | 해미읍성 - 간월암 - 버드랜드 - 류방택천문기상과학관 - 동부시장      |          |      |
| 무궁화호 코스    | 중리 어촌체험마을 - 해미읍성 - 개심사 - 동부시장                    |          |      |